# Xã Ohio Grove, Quận Mercer, Illinois
Xã Ohio Grove (tiếng Anh: Ohio Grove Township) là một xã thuộc quận Mercer, tiểu bang Illinois, Hoa Kỳ. Năm 2010, dân số của xã này là 279 người.